# احمد تاج‌دینف
احمد تاج‌ُدینف (به روسی: Ахмед Тажудинов) (زادهٔ ۲۵ ژانویهٔ ۲۰۰۳) کشتی‌گیر داغستانی‌تبار است که در دستهٔ وزنی ۹۷ کیلوگرم کشتی آزاد برای بحرین رقابت می‌کند. او برندهٔ مدال طلای بازی‌های المپیک (۲۰۲۴ پاریس)، مدال طلای مسابقات قهرمانی کشتی جهان (۲۰۲۳) و نیز مدال طلای بازی‌های آسیایی (۲۰۲۲) است. تاج‌دینف همچنین دارای دو عنوان قهرمانی مسابقات قهرمانی کشتی آسیا (۲۰۲۳، ۲۰۲۴) است.

## فعالیت حرفه‌ای
احمد تاج‌دین‌اف توانست یکی از مدال‌های برنز دسته ۹۷ کیلوگرم مسابقات کشتی قهرمانی روسیه ۲۰۲۲ را به دست آورد. اما او از پاییز ۲۰۲۲ برای بحرین شروع به کشتی گرفتن کرده و نخستین بازی خود را در مسابقات بین‌المللی یادبود دین محمد کونایف در تاراز قزاقستان در اوایل نوامبر ۲۰۲۲ انجام داد و در آنجا قهرمان مسابقات شد. او همچنین چند روز بعد به عنوان بخشی از تیم بحرین در مصر قهرمان مسابقات عرب شد.
در ۱۳ آوریل ۲۰۲۳ در آستانه با شکست دادن هابیلو آووسایمان از چین در فینال قهرمان آسیا شد.

### قهرمانی کشتی جهان ۲۰۲۳
تاج‌دین‌اف در وزن ۹۷ کیلوگرم کشتی آزاد قهرمانی کشتی جهان ۲۰۲۳ بلگراد شرکت کرد، او در این مسابقات محمد ابراهیم‌اف از ازبکستان، مکسول لاسی از کرواسی، کایل اسنایدر از آمریکا و عبدالرشید سعدالله‌اف از روسیه را شکست داد و به فینال رسید. وی در فینال ماگومدخان ماگومدوف از آذربایجان را شکست داد و مدال طلا را بدست آورد.

### المپیک ۲۰۲۴ پاریس
تاج‌دین‌اف در وزن ۹۷ کیلوگرم کشتی آزاد المپیک ۲۰۲۴ پاریس حاضر بود که امیرعلی آذرپیرا از ایران، علیشیر یرگالی از قزاقستان و کایل اسنایدر از آمریکا را شکست داد و به فینال رسید. وی در فینال گیوی ماتچاراشویلی از گرجستان را شکست داد و مدال طلا را به‌دست‌آورد.

## افتخارات

### المپیک
- المپیک ۲۰۲۴ پاریس – ۹۷ ک‌گ

### قهرمانی جهان
- قهرمانی کشتی جهان بلگراد ۲۰۲۳ – ۹۷ ک‌گ

### قهرمانی آسیا
- قهرمانی کشتی آسیا آستانه ۲۰۲۳ – ۹۷ ک‌گ
- قهرمانی کشتی آسیا بیشکک ۲۰۲۴ – ۹۷ ک‌گ

### بازی‌های آسیایی
- کشتی بازی‌های آسیایی هانگژو ۲۰۲۲ - ۹۷ ک‌گ